# Verbena rectiloba
Verbena rectiloba — вид трав'янистих рослин родини Вербенові (Verbenaceae), Ендемік пд. Бразилії.

## Опис
Розпростерта трава, стебла лежачі з висхідними квітковими гілками, від оголених до волосистих. Листки черешкові, черешок 11–15 мм, листові пластини 30–55 × 20–40 мм, 3-секційні, секції лінійні, обидві поверхні ледве вкриті короткими жорсткими притиснутими волосками.
Суцвіття — щільні багатоквіткові колоски, збільшені в плодоношенні. Квіткові приквітки 2.5–4 мм, яйцюваті з гострою верхівкою, запушені короткими жорсткими притиснутими волосками, поля війчасті. Чашечка довжиною 9–11 мм, з короткими жорсткими притиснутими волосками, жилки не очевидні, трикутні зубчики 0.5–1 мм. Віночок фіолетовий, 14–18 мм, зовні безволосий.

## Поширення
Ендемік пд. Бразилії, штату Ріо-Гранді-ду-Сул.
Відомий тільки з одної локації, на піщаних берегах річки Санта-Марія.